# Lista papilor și patriarhilor Bisericii Ortodoxe a Alexandriei
A nu se confunda cu Lista papilor și patriarhilor Bisericii Ortodoxe Copte
Papa și Patriarhul Alexandriei și al întregii Africi este capul Bisericii Ortodoxe a Alexandriei, succesor al Sfântului Apostol și Evanghelist Marcu. 
Lista papilor și patriarhilor Bisericii Ortodoxe a Alexandriei este similară cu cea a Bisericii Ortodoxe Copte până în anul 451, când a avut loc Sinodul al IV-lea Ecumenic de la Calcedon, în urma căruia a avut loc schisma dintre cele două biserici.

## Până laConciliul de la Calcedon
| Pontificat | Nume                          |
| ---------- | ----------------------------- |
| 42-62      | Marcu (Sf. Evanghelist Marcu) |
| 62-84      | Anian                         |
| 84-98      | Avilios                       |
| 98-110     | Chedron                       |
| 110-121    | Primus                        |
| 121-131    | Iust                          |
| 131-144    | Eumene                        |
| 144-154    | Marcu al II-lea               |
| 154-167    | Cheladion                     |
| 167-179    | Agripin                       |
| 179-189    | Iulian                        |
| 189-232    | Dimitrie                      |
| 232-248    | Heraclas                      |
| 248-265    | Dionisie                      |
| 265-282    | Maxim                         |
| 282-300    | Teona                         |
| 300-311    | Petru I                       |
| 311-312    | Ahila                         |
| 313-326    | Alexandru                     |
| 326-373    | Atanasie I                    |
| 373-380    | Petru al II-lea               |
| 380-385    | Timotei I                     |
| 385-412    | Teofil I                      |
| 412-444    | Chiril I                      |
| 444-451    | Dioscor I                     |

## Până în 620
| Pontificat | Nume                                   |
| ---------- | -------------------------------------- |
| 452-457    | Proterie                               |
| 457-460    | Timotei al II-lea                      |
| 460-482    | Timotei al III-lea                     |
| 482        | Ioan I                                 |
| 482-490    | Petru al III-lea                       |
| 490-497    | Atanasie al II-lea                     |
| 497-507    | Ioan al II-lea                         |
| 507-517    | Ioan al III-lea                        |
| 517-520    | Dioscor al II-lea                      |
| 520-536    | Timotei al IV-lea                      |
| 537        | Teodosie I                             |
| 537-538    | Gainas                                 |
| 537-542    | Pavel                                  |
| 542-551    | Zoil                                   |
| 551-568    | Apolinarie                             |
| 569-579    | Ioan al IV-lea                         |
| 579-607    | Evloghie                               |
| 607-609    | Teodor I                               |
| 609-620    | Ioan al V-lea zis și Ioan cel Milostiv |

## Până în 1166
| Pontificat | Nume                |
| ---------- | ------------------- |
| 621-630    | Gheorghe            |
| 630-643    | Chir                |
| 643-654    | Petru al IV-lea     |
| 654        | Ioan al VI-lea      |
| 654-690    | Eutihie             |
| 690        | Petru al V-lea      |
| 690        | Petru al VI-lea     |
| 727-787    | Cosma I             |
| 787-801    | Politian            |
| 801-805    | Eustatie            |
| 805-836    | Hristofor I         |
| 836-859    | Sofronie I          |
| 859-871    | Mihail I            |
| 872-903    | Mihail al II-lea    |
| 906-933    | Hristodul           |
| 933-940    | Eutihie al II-lea   |
| 940-968    | Sofronie al II-lea  |
| 968-?      | Ilie                |
| 980-1010   | Arsenie             |
| 1010-1015  | Gheorghe al III-lea |
| 1015-1045  | Filotei I           |
| 1059-?     | Leontie             |
| 1062-?     | Ioan al VII-lea     |
| ?          | Sava                |
| ?          | Teodosie al II-lea  |
| 1103-1118  | Chiril al II-lea    |
| ?          | Teodosie al III-lea |
| ?          | Evloghie al II-lea  |
| ?-1166     | Sofronie al III-lea |

## Până în 1712
| Pontificat | Nume                |
| ---------- | ------------------- |
| ?          | Elefterie           |
| 1174-?     | Marcu al III-lea    |
| 1200-1230  | Nicolae I           |
| 1230-1243  | Grigorie I          |
| 1243-1270  | Nicolae al II-lea   |
| 1270-1308  | Atanasie al III-lea |
| 1308-1332  | Grigorie al II-lea  |
| 1332-1350  | Grigorie al III-lea |
| 1367-1371  | Nifon               |
| 1371-1385  | Marcu al IV-lea     |
| 1385-1397  | Nicolae al III-lea  |
| 1397-1412  | Grigorie al IV-lea  |
| 1412-1417  | Nicolae al IV-lea   |
| 1417-1429  | Atanasie al IV-lea  |
| 1428-1437  | Marcu al V-lea      |
| 1437-1459  | Filotei al II-lea   |
| 1459-1486  | Grigorie al V-lea   |
| 1486-1565  | Ioachim I           |
| 1566-1590  | Silvestru           |
| 1590-1601  | Meletie I           |
| 1601-1620  | Chiril al III-lea   |
| 1620-1636  | Gherasim I          |
| 1636-1639  | Mitrofan            |
| 1639-1645  | Nichifor            |
| 1645-1657  | Ioanichie           |
| 1657-1678  | Paisie              |
| 1678-1688  | Partenie I          |
| 1688-1710  | Gherasim al II-lea  |
| 1710-1712  | Samuil I            |

## Până în prezent
| Pontificat   | Nume                                  |
| ------------ | ------------------------------------- |
| 1712-1714    | Cosma al II-lea                       |
| 1714-1723    | Samuil al II-lea                      |
| 1723-1736    | Cosma al II-lea (de fapt, al III-lea) |
| 1737-1746    | Cosma al III-lea (de fapt, al IV-lea) |
| 1746-1765    | Matei                                 |
| 1766-1783    | Ciprian                               |
| 1783-1788    | Gherasim al III-lea                   |
| 1788-1805    | Partenie al II-lea                    |
| 1805-1825    | Teofil al II-lea                      |
| 1825-1845    | Ierotei I                             |
| 1845-1847    | Artemie                               |
| 1847-1858    | Ierotei al II-lea                     |
| 1858-1861    | Calinic                               |
| 1861-1865    | Iacov                                 |
| 1866-1869    | Nicarnor                              |
| 1870-1899    | Sofronie al IV-lea                    |
| 1903-1926    | Fotie                                 |
| 1926-1935    | Meletie al II-lea (Metaxakis)         |
| 1935-1939    | Nicolae al V-lea                      |
| 1939-1967    | Hristofor al II-lea                   |
| 1968-1986    | Nicolae al VI-lea                     |
| 1987-1996    | Partenie al III-lea                   |
| 1997-2004    | Petru al VII-lea                      |
| 2004-prezent | Teodor al II-lea                      |